# デニス・アルトマン
デニス・パトキン・アルトマン（Dennis Patkin Altman, 1943年8月16日-）は、オーストラリアの政治学者、社会学者。専門は、ジェンダー／セクシュアリティ研究。現在、ラ・トローブ大学教授。 

## 来歴
アルトマンは1960年代フルブライト・プログラムによってコーネル大学に留学していた時に、アメリカのゲイ活動家と出会い、運動を始めた。1969年にオーストラリアに帰国し、シドニー大学で政治学を教え、1971年に英語圏における同性愛解放運動を形成するにあたって重要な知的な貢献と考えられている『ゲイ・アイデンティティ――抑圧と解放』を出版した。彼が予言した構造に「多形的統一性」と「同性愛者の終焉」の概念がある。そこでは異性愛者と同性愛者双方の行動が広範囲の文化的で心理学的な現象になる可能性を示唆している。2005年には『Gore Vidal's America』を出版した。ゴア・ヴィダルと彼の歴史、政治、性、宗教にまつわる著作の研究である。
1985年、アルトマンはラ・トローブ大学に政治学の教授として招かれた。2005年1月からハーバード大学のオーストラリア学会長も務めている。2009年からはラトローブ大学における人間の安全保障の研究所の所長に就任した。
アルトマンは様々な性解放に関するスピーチを行っているが、その中でも最も広く知られ、高く賞賛されているのは、1972年1月19日にシドニー大学で行われた最初のゲイ・リベレーション集会における『Human beings can be much more than they have allowed themselves to be』である。
ゴア・ヴィダルは『都市と柱（The City and the Pillar）』の序文で、アルトマンが『都市と柱』をオーストラリアに持ち込もうとした時、シドニー空港で差し押さえられ、猥褻であると判決を受けたものの、当の判決を下した裁判官がその法律自体「馬鹿げたもの」であるとの付属的見解を出し、その後の撤廃に繋がった、と書いている。
アルトマンは同性愛者の生活改善のための組織の活動的なメンバーであり、オーストラリアン・ナショナル・カウンシル・オン・エイズの委員で、アジア・太平洋エイズ学会（ASAP）の会長（2005年の神戸ICAAP会期現在）でもある。ゲイ活動家として強く認識されているが、アルトマンはより広い価値観に基づいた機構に貢献している。2006年10月、彼はオックスファム・オーストラリアの委員に選出された。
1997年、アルトマンはエッセイ『世界的なまなざし/全域化するゲイ』を執筆し、新たなグローバルなゲイ・カルチャーのために、異なった国々の同性愛者達の文化的結合を提案した。

## 著書
- Homosexual: Oppression and Liberation, (Outerbridge & Dienstfrey, 1971, new ed., 1993).
  - 岡島克樹、河口和也、風間孝 訳『ゲイ・アイデンティティ―抑圧と解放』岩波書店、2010年1月14日。ISBN 978-4000227773。
- Coming Out in the Seventies, (Wild & Woolley, 1979).
- The Homosexualization of America: the Americanization of the Homosexual, (St. Martin's Press, 1982).
- AIDS in the Mind of America, (Anchor Press, 1987).
- Power and Community: Organizational and Cultural Responses to AIDS, (Taylor & Francis, 1994).
- Global Sex, (University of Chicago Press, 2001).
  - 河口和也、風間孝、岡島克樹 訳『グローバル・セックス』岩波書店、2005年2月16日。ISBN 978-4000226141。
- Gore Vidal's America, (Polity Press, 2005).